# Gooba
Gooba è un singolo del rapper statunitense 6ix9ine, pubblicato l'8 maggio 2020 come primo estratto dal secondo album in studio TattleTales.

## Descrizione
Il ritornello della canzone contiene un'interpolazione del brano Are You Dumb del rapper Ronny Godz.

## Accoglienza
Shawn Setaro per Complex ha recensito la canzone negativamente, affermando che non è «l'uomo pentito e calmo che si è visto nell'aula del tribunale». Setaro ha aggiunto che «abbiamo visto un ventiquattrenne ossessionato dai soldi, popolarità, haters e vendetta. 6ix9ine è tornato al suo ruolo preferito: il giovane che non rispetta le regole della strada e vince lo stesso».

## Video musicale
Il video musicale, diretto dallo stesso interprete insieme a CanonF8 e David Wept, è stato reso disponibile l'8 maggio 2020 in concomitanza con l'uscita del singolo. Precedentemente, Hernandez chiese al giudice il permesso di girare un video musicale nel suo giardino durante gli arresti domiciliari. A seguito della sua pubblicazione, il videoclip ha superato le 41 milioni di visualizzazioni in 24 ore, stabilendo il record per miglior debutto come canzone hip hop, detronando così Killshot di Eminem. Il 31 maggio 2020 è stato temporaneamente rimosso da YouTube dopo il reclamo sulla violazione del copyright da parte del produttore musicale keniota Magix Enga.

### Antefatti e concezione
Il video musicale è stato girato durante il periodo di detenzione domiciliare, derivante dal rilascio controllato di Hernandez del 2 maggio 2020. È stato girato due settimane prima della sua uscita grazie ad un permesso di due ore emanato dal giudice.
Nel video è presente la compagna del rapper, Rachel "Jade" Wathley, accompagnata da «un arcobaleno di modelle con il culo grosso» che twerkano ricoperte da vernice di vario colore. In una scena è presente il montaggio della faccia di un topo animato sul volto di Hernandez, in riferimento al ruolo del rapper come informatore (in inglese to rat, "essere una talpa, una spia") contro i membri della sua gang durante i processi; in altre scene viene mostrata anche la cavigliera elettronica. In alcune parti del video, Hernandez sembra soffocare una donna, che Jacob Shamsian di Insider ha considerato come un «[possibile] riferimento grossolano alla sua ex ragazza», la quale sosteneva che il rapper la soffocasse ripetutamente. Nel video sono presenti anche le guardie di sicurezza di Hernandez.

## Tracce
Testi e musiche di Daniel Hernandez.
1. Gooba – 2:12

## Formazione
- 6ix9ine – voce
- Jah – produzione
- Payday – produzione
- Wizard Lee – mastering, missaggio

## Successo commerciale
Nella Billboard Hot 100 Gooba ha fatto il suo ingresso alla 3ª posizione grazie 55,3 milioni di stream e 24 000 unità di vendita, diventando la sua seconda top ten e il piazzamento migliore in classifica dell'interprete, eguagliando Fefe del 2018.
Nella Official Singles Chart britannica ha debuttato alla 6ª posizione con 32 637 copie distribuite durante la sua prima settimana, regalando così all'interprete la sua prima top ten.

## Classifiche

### Classifiche settimanali
| Classifica (2020) | Posizione massima |
| ----------------- | ----------------- |
| Argentina         | 72                |
| Australia         | 14                |
| Austria           | 3                 |
| Belgio (Fiandre)  | 39                |
| Belgio (Vallonia) | 39                |
| Canada            | 2                 |
| Danimarca         | 9                 |
| Estonia           | 2                 |
| Finlandia         | 1                 |
| Francia           | 7                 |
| Grecia            | 1                 |
| Irlanda           | 4                 |
| Islanda           | 12                |
| Italia            | 9                 |
| Lituania          | 5                 |
| Norvegia          | 5                 |
| Nuova Zelanda     | 13                |
| Paesi Bassi       | 13                |
| Regno Unito       | 6                 |
| Repubblica Ceca   | 1                 |
| Slovacchia        | 1                 |
| Spagna            | 76                |
| Stati Uniti       | 3                 |
| Svezia            | 5                 |
| Svizzera          | 2                 |
| Ungheria          | 1                 |

### Classifiche di fine anno
| Classifica (2020) | Posizione |
| ----------------- | --------- |
| Austria           | 68        |
| Svizzera          | 71        |
| Ungheria          | 28        |